# Nephthytis poissonii
Nephthytis poissonii là một loài thực vật có hoa trong họ Ráy (Araceae). Loài này được (Engl.) N.E.Br. mô tả khoa học đầu tiên năm 1901.

## Hình ảnh

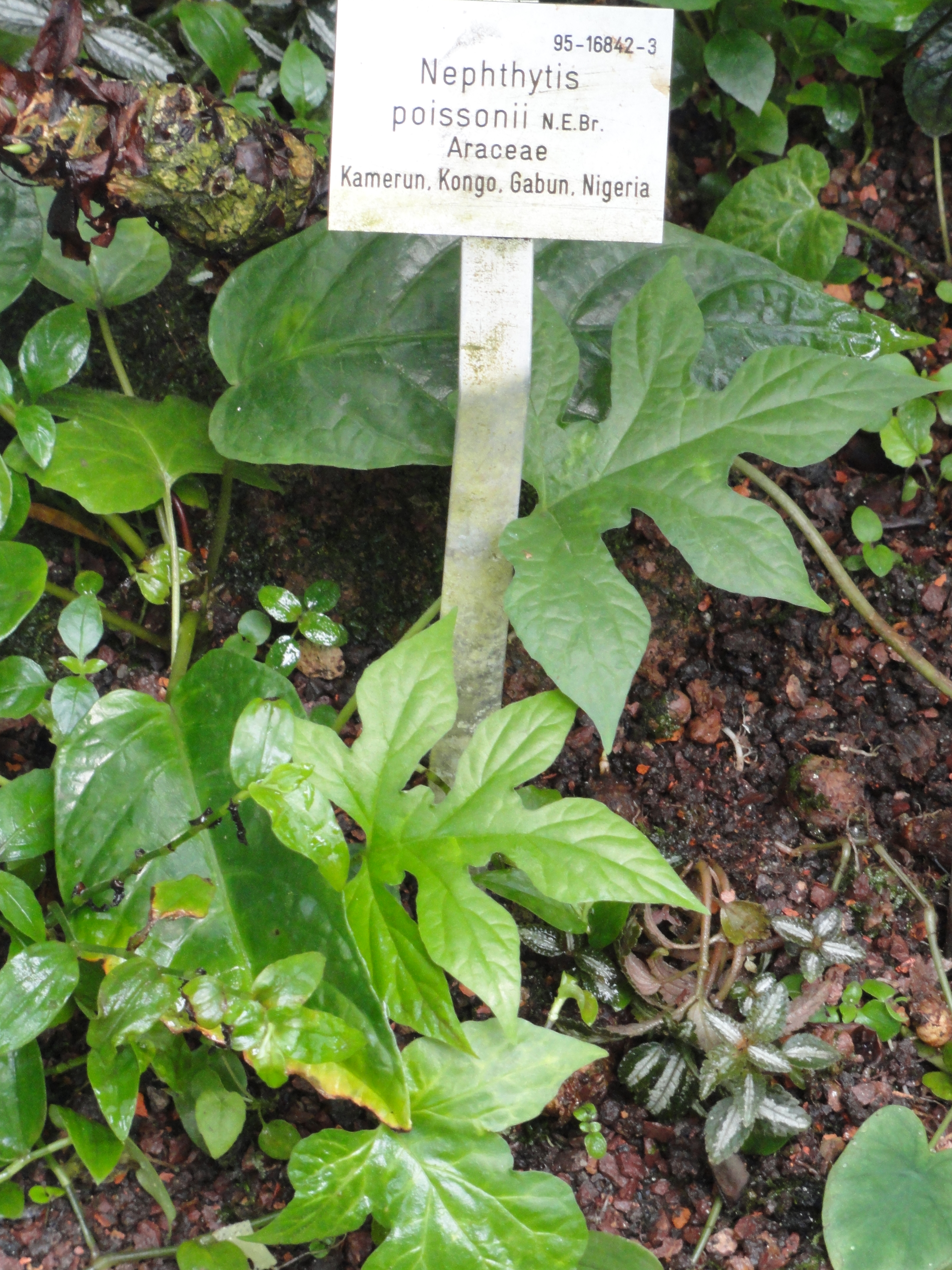
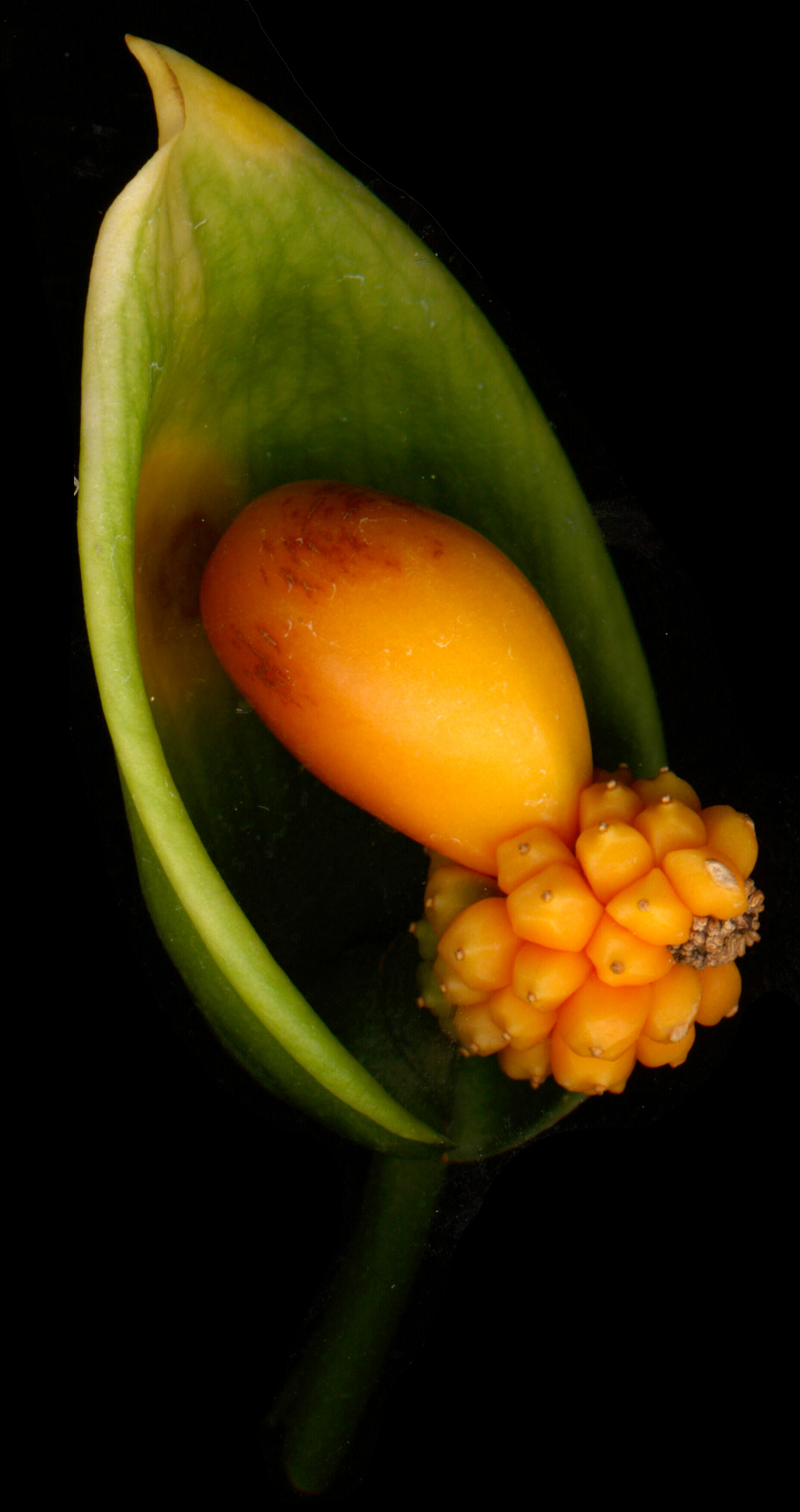